# Resa i natten
Resa i natten är en svensk dramafilm från 1955 i regi av Hampe Faustman. I huvudrollerna ses George Fant, Eva Dahlbeck och Ulla Sallert.

## Handling
En långtradarkaravan är på väg till Stockholm. Filmen handlar om chaufförernas privatliv utanför förarhytten.

## Om filmen
Filmen premiärvisades den 31 januari 1955 på biograf Olympia i vid Birger Jarlsgatan i Stockholm. Inspelningen skedde 1954 med ateljéfilmning i Sandrew-ateljéerna i Stockholm med exteriörfilmning längs riksväg 1 mellan Stockholm och Malmö av Rune Ericson.
Resa i natten har visats i SVT, bland annat 1999, 2011, 2015 och i januari 2020.

## Rollista i urval
- George Fant – Gösta Lundberg, långtradarchaufför
- Eva Dahlbeck – Birgitta, hans fru
- Ulla Sallert – Anna-Lisa Karlsson alias Irene Haller, revyskådespelerska
- Sven-Eric Gamble – Åke Eriksson, långtradarchaufför
- Arne Källerud – Jompa, långtradarchaufför
- Amy Jelf – Britt-Marie, Åkes fästmö
- Gunnar Olsson – Johan, Britt-Maries far
- Catrin Westerlund – Kerstin, bensinmacksarbetare
- Peter Lindgren – Berra, Jompas avbytare i långtradaren
- Georg Skarstedt – Johansson, långtradarchaufför
- Ivar Wahlgren – boskapskontrollant
- Elisabeth Liljenroth – flickan i Johanssons långtradare
- Curt Åström – Svensson, långtradarchaufför
- Gösta Holmström – polis vid vägkontroll
- Barbro Hörberg – Bettan, Irenes liftarkompis
- Bengt Sundmark – Mankan, långtradarchaufför
- Sven-Axel Carlsson – Steinar, långtradarchaufför
- Birger Lensander – Lasse, Steinars avbytare i långtradaren
- Stig Malmroos – Frippe Larsson, långtradarchaufför
- Ragnar Arvedson – dansk revydirektör

## Musik i filmen
- Goodnight Little Fella, kompositör: Harry Gordon, instrumental
- Music in the Night, kompositör: Ludo Philipp, instrumental
- Isle of Capri, kompositör: Will Grosz, sång Arne Källerud
- Goodnight Irene, kompositör: John Lomax, sång Ulla Sallert
- Swing Doors, kompositör: Allan Gray, instrumental
- Stomping at the Pilewall, kompositör: Jerry Högstedt, instrumental
- Blue Velvet, kompositör: Art Strauss, instrumental
- Clickety Clack, kompositör: Bernie Harris, instrumental
- Un quarto è luna, kompositör: Nino Oliviero, sång Ulla Sallert
- Conspiracy, kompositör: Joseph Engleman, instrumental
- Jag lyfter mina händer, kompositör: Melchior Techner
- Tryggare kan ingen vara, textförfattare: Lina Sandell
- Remembrance, kompositör: Patti Lynn, instrumental